# Ліку (Ніуе)
Ліку (англ. Liku) ― одне з чотирнадцяти сіл Ніуе, розташоване поблизу крайньої східної частини острова. Розташоване на схід від столиці Алофі, і його населення за переписом 2017 року становило 98 осіб.

## Географія
Ліку з'єднується зі столицею дорогою, яка проходить посередині острова. Крім того, разом із Лакепою, що за шість кілометрів на північ, і Хакупу, за 10 кілометрів на південь.

## Управління
Ліку є одним із чотирнадцяти виборчих округів Ніуе, який обирає одного представника до Асамблеї Ніуе. Після загальних виборів 2008 року її представником був Покотоа Сіпелі, який обіймав посади міністра пошти та телекомунікацій, міністра сільського господарства, лісового господарства та рибальства і міністра адміністративних послуг.

## Видатні жителі
- Нахега Моліфаї Сілімака